# Foxhol

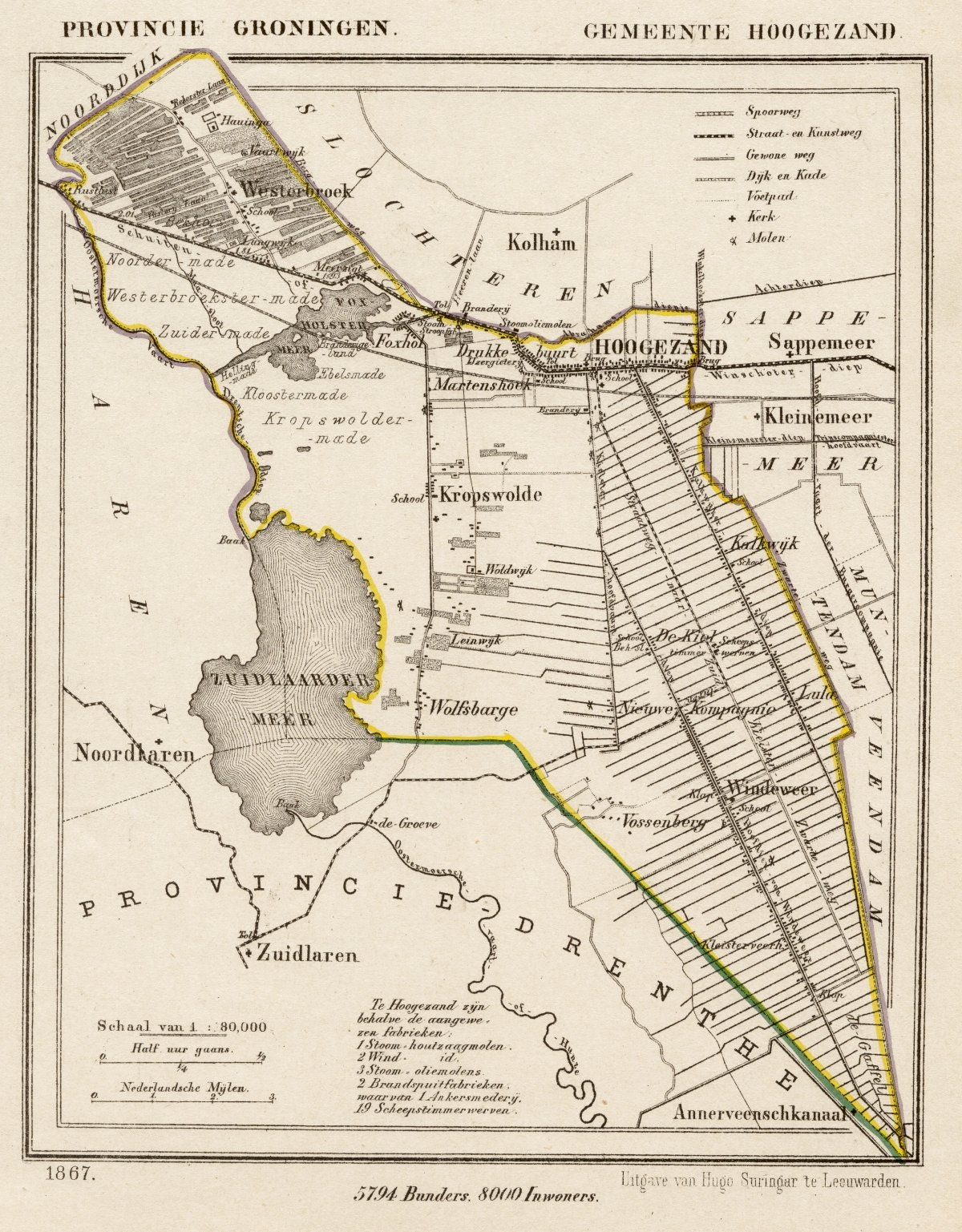
Kaart uit 1867 van de voormalige gemeente Hoogezand. Foxhol ligt bij het Foxholstermeer, iets ten westen van Hoogezand.

Foxhol is een dorp in de gemeente Midden-Groningen in de provincie Groningen in Nederland. Het dorp is inmiddels geheel vergroeid met Hoogezand.

## Algemeen
Nabij Foxhol ligt het Foxholstermeer, waaraan de Amerikaanse windmotoren Koetze Tibbe en De Putter staan.
In Foxhol bevindt zich een spoorwegstation aan de lijn Groningen - Nieuweschans. Het draagt echter de naam station Kropswolde, naar het 1 kilometer verderop gelegen dorp Kropswolde.

## Geschiedenis
Het dorp zou volgens overlevering zijn naam danken aan Nittert Fox, die vlakbij in 1499 een veldslag verloor tegen de stad-Groningers. Een andere verklaring is dat de naam, net als bij het nabijgelegen Foxham, is ontleend aan de vossen die er leefden. Er wordt al in 1460 melding gemaakt een watergang die loopt vanuit Vossesholl. In 1488 wordt gesproken over het uitgraven van het Schuitendiep vanuit Vosshol; in 1491 over de marke van Westerbroek op Fossholl. Foxhol gaf bovendien zijn naam aan de buurtschap Foxham.
Foxhol is vooral bekend geworden doordat de Groninger industrieel W.A. Scholten er in 1842 zijn eerste aardappelmeelfabriek bouwde. Dat was het begin van het Scholten-concern, dat in de negentiende eeuw aan de basis stond van de industriële ontwikkeling van de Groninger Veenkoloniën. Zo'n zestig jaar lang, tot 2005, werd hier Brinta gemaakt. In de jaren zeventig van de 20e eeuw werd het bedrijf opgenomen in het Avebe-concern.
Foxhol was een van de plaatsen waar huizen werden gebouwd voor de Zuid-Molukkers die begin jaren vijftig naar Nederland kwamen. Zij werden in 1961 met geweld overgebracht vanuit de Carel Coenraadpolder (Ambonezenbosje) en werden gehuisvest aan de Gerrit Imbosstraat en de Roerdompstraat.
Vanaf 2010 kreeg een deel van Foxhol een facelift, met woningbouw op de plaats van de flats aan de Pluvierstraat en een nieuw multifunctioneel centrum.

## Religie
De hervormden van Foxhol kerkten van oudsher in de kerk van Kropswolde, de katholieken gingen naar de mis in de Sint-Martinuskerk in Foxham. Foxhol heeft twee eigen kerken:
- Rehoboth (1881). In dit kerkje vond in het jaar van de bouw de oprichtingsvergadering plaats van de Unie van Baptistengemeenten in Nederland. Eind twintigste eeuw werd het gebouw gebruikt door de evangelische Rafael Gemeenschap Evangelie Gemeente.
- De Petruskerk (1995) van de Molukse gemeenschap. Op deze plek stond vanaf de jaren zestig een houten Molukse kerk. De klok die door Molukkers uit het moederland was meegenomen, werd in 2007 gestolen en kort erop zonder klepel en ophangingspen teruggevonden.

## Sport
Hoewel het dorp niet veel inwoners heeft, heeft Foxhol een aantal eigen sportclubs:
- Hengelclub Foxhol (1929)
- Foxholster Voetbalvereniging - FVV (1930)
- Schietvereniging Foxhol (1989)
- Handboogvereniging Black Arrow (2007)
- Foxholster Gymnastiekvereniging - FGV

## Geboren
- Jan Evert Scholten (1849-1918), industrieel
- Willem Frederik Jonkman (1893-1945), verzetsstrijder
- Evert Radema (1903-1944), spion
- Gerrit Imbos (1921-1943), verzetsstrijder
- Klaas Nieboer (1925-1944), verzetsstrijder
- Gert Berg (1958), journalist en televisiemaker